# Кусакова, Людмила Михайловна
Людмила Михайловна Кусакова (2 мая 1935, Москва — 21 марта 2020, там же) — советский и российский художник кино. Народный художник Российской Федерации (2004). Лауреат Государственной премии СССР (1983) и Государственной премии Российской Федерации (2003). Супруга художника кино Михаила Карташова.

## Биография
Л. М. Кусакова родилась 2 мая 1935 года в Москве.
В 1962 году окончила художественный факультет ВГИКа (мастерская Ю. Пименова).
Работала с 1962 года на к/с «Мосфильм» художником по костюмам, с 1975 — художником-постановщиком.
Была художником по костюмам в Театре им. Маяковского, Театре на Малой Бронной, МХАТ им. Горького.
Скончалась 21 марта 2020 года в Москве. Похоронена на Троекуровском кладбище города Москвы рядом с мужем на участке 10.

## Награды и звания
- 1974 — Заслуженный работник культуры РСФСР (28 марта 1974 года) — за заслуги в области советской кинематографии[3][1].
- 1983 — Государственная премия СССР в области литературы, искусства и архитектуры 1983 года (27 октября 1983 года) — за художественный фильм «Ленин в Париже»[4]
- 1995— Премия «Ника» (За лучшую работу художника, фильм «Барышня-крестьянка»)[5]
- 1995 — Заслуженный деятель искусств Российской Федерации (19 октября 1995 года) — за заслуги в области искусства[6]
- 1999 — Золотая пушкинская медаль «За вклад в развитие, сохранение и приумножение традиций отечественной культуры»
- 2000 — МКФ «Лістапад» в Минске (Спец. диплом жюри кинематографистов — за работу художника-постановщика, фильм «Дом для богатых»)
- 2003 — Государственная премия Российской Федерации в области киноискусства 2002 года (5 июня 2003 года) — за художественный фильм «Звезда»[7]
- 2004 — Народный художник Российской Федерации (10 марта 2004 года) — за большие заслуги в области искусства[8]
- 2006 — Премия «Ника» (За лучшую работу художника, фильм «Андерсен. Жизнь без любви»)[9]
- 2008 — Премия «Золотой орёл» (за лучшую работу художника-постановщика) (фильм «Волкодав»)

## Фильмография

### Художник по костюмам
- 1964 — Гранатовый браслет
- 1966 — Айболит-66
- 1967 — Анна Каренина
- 1969 — Сюжет для небольшого рассказа
- 1969 — Чайковский
- 1973 — Много шума из ничего
- 1973 — Невероятные приключения итальянцев в России
- 1974 — Чисто английское убийство
- 1975 — Сто дней после детства

### Художник-постановщик
- 1975 — Концерт для двух скрипок
- 1976 — Голубой портрет
- 1977 — Враги
- 1978 — Обыкновенное чудо
- 1980 — Двадцать шесть дней из жизни Достоевского
- 1981 — Ленин в Париже
- 1982 — Покровские ворота
- 1983 — Серафим Полубес и другие жители Земли
- 1985 — Площадь Восстания
- 1986 — Путешествие мсье Перришона
- 1988 — Город Зеро
- 1988 — Чёрный монах
- 1989 — Коррупция
- 1991 — Номер люкс для генерала с девочкой
- 1991 — Цареубийца
- 1992 — Отшельник
- 1993 — Пистолет с глушителем
- 1993 — Эта женщина в окне…
- 1994 — Любовь французская и русская
- 1994 — Я свободен, я ничей
- 1995 — Барышня-крестьянка
- 1996 — Барханов и его телохранитель
- 1998 — День полнолуния
- 1999 — Кому я должен — всем прощаю
- 2000 — Артист и мастер изображения
- 2000 — Два товарища
- 2000 — Дом для богатых
- 2001 — С новым счастьем! 2. Поцелуй на морозе
- 2001 — Удар Лотоса
- 2001 — Яды, или Всемирная история отравлений
- 2002 — Звезда
- 2004 — 32 декабря
- 2004 — Всадник по имени Смерть
- 2006 — Андерсен. Жизнь без любви
- 2006 — Волкодав из рода Серых Псов
- 2006 — Карнавальная ночь-2, или 50 лет спустя
- 2008 — Исчезнувшая империя
- 2009 — Палата № 6
- 2012 — Любовь в СССР

### Участие в фильмах
- 2004 — Пёстрая лента (документальный)
- 2004 — Чудо обыкновенного фильма
- 2010 — Городские легенды (документальный)